# Christine Wolter

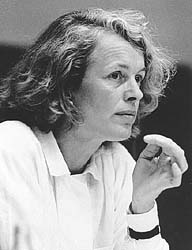
Christine Wolter (1989)

Christine Wolter (* 30. März 1939 in Königsberg (Pr)) ist eine deutsche Schriftstellerin.

## Leben und Wirken
Wolters Familie gelangte nach der Flucht aus Ostpreußen im Jahre 1944 nach dem Ende des Zweiten Weltkrieges über die Stationen Radebeul und Halle (Saale) 1950 nach Ost-Berlin. Sie ist die Tochter des Architekten Hanns Hopp und  studierte von 1957 bis 1961 an der Humboldt-Universität Berlin Romanistik. Von 1962 bis 1976 war Wolter als Lektorin im Aufbau-Verlag tätig. Während dieser Zeit begann sie mit der Herausgabe und dem Übersetzen literarischer Texte, hauptsächlich aus dem Italienischen. Seit 1976 ist sie freie Schriftstellerin.
Wolter heiratete 1978 einen Architekten aus Mailand und siedelte in diesem Jahr mit ihrem 1970 geborenen Sohn nach Italien über. Sie lebt heute in Albavilla bei Mailand und in Berlin.
Christine Wolter veröffentlicht seit den 1970er Jahren Prosa, in der es vorwiegend um weibliche Selbsterfahrung und Emanzipation geht; vor allem in ihrem stark autobiografisch beeinflussten Roman Die Alleinseglerin. Die Erstausgabe des Romans war 1982 in der DDR ein Bestseller. Wolters Roman wurde 1987 bei der DEFA von Herrmann Zschoche ebenfalls unter dem Titel Die Alleinseglerin verfilmt und war in beiden Teilen Deutschlands ein Publikumserfolg. Daneben spielte bereits vor ihrer Übersiedlung nach Italien das Land in ihrem Werk eine wichtige Rolle.

## Werke
- Meine italienische Reise, Berlin [u. a.] 1973
- Wie ich meine Unschuld verlor, Berlin [u. a.] 1976
- Juni in Sizilien, Berlin [u. a.] 1977
- Die Hintergrundsperson oder Versuche zu lieben (Kurzroman), Berlin [u. a.] 1979; auch leicht gekürzt unter dem Titel  Stückweise leben (Roman), Zürich [u. a.] 1980
- Die Alleinseglerin, Berlin [u. a.] 1982; Neuveröffentlichung Hamburg: Ecco, HarperCollins, 2022, ISBN 978-3-7530-0073-2
- Italienfahrten, Berlin [u. a.] 1982
- Areopolis, Berlin [u. a.] 1985
- Straße der Stunden, Berlin [u. a.] 1987
- Piazza Brà, Zürich 1988
- Das Stendhal-Syndrom, Berlin [u. a.] 1990
- Italien muß schön sein, Berlin 1993
- Die Zimmer der Erinnerung, Berlin 1996
- Das Herz, diese rastlose Zuneigungs- und Abneigungsmaschine, Berlin 2000
- Mariane oder Die Unsterblichkeit, Leipzig 2004
- Traum Berlin Ost, Berlin 2009
- Poesiealbum 312: Christine Wolter, Lyrikauswahl von Günter Kunert, Grafik von Hans Vent. MärkischerVerlag Wilhelmshorst 2014, ISBN 978-3-943708-12-7.
- Meine Korrespondenzen, Gedichte,  Märkischer Verlag Wilhelmshorst 2020

Herausgeberschaft
- Italienische Lyrik des 20. Jahrhunderts, Berlin [u. a.] 1971
- 50 Novellen der italienischen Renaissance, Berlin 1974
- Giuseppe Ungaretti: Freude der Schiffbrüche, Berlin 1977
- Späße und Streiche der italienischen Renaissance, Leipzig 1978
- Italienische Liebesgeschichten, Leipzig 1981
- Matteo Bandello: Sieben Novellen, Berlin 1983
- Nie wieder Ismus, Berlin 1992 (zusammen mit Manfred Wolter)

Übersetzungen
- Danilo Dolci: Der Himmel ist aus Rauch gemacht, Berlin [u. a.] 1976 (übersetzt zusammen mit Anna Mudry)
- Mihai Eminescu: Der Abendstern, Berlin [u. a.] 1964 (übersetzt zusammen mit Günther Deicke)
- Tommaso Landolfi: Unmögliche Geschichten, Berlin 1969 (übersetzt zusammen mit E.-A. Nicklas)
- Claudio Magris: Der Ring der Clarisse, Frankfurt am Main 1987
- Zsigmond Móricz: Herrengelage, Berlin [u. a.] 1965 (übersetzt zusammen mit Peter Paul Schneider und Jörg Buschmann)
- Gabriele Mucchi: Verpaßte Gelegenheiten, Berlin 1997
- Edoardo Persico: Die Freiheit des Geistes, Basel [u. a.] 1993
- Alberto Savinio: Neue Enzyklopädie, Frankfurt am Main 1983
- Leonardo Sciascia: Das Hexengericht, Zürich [u. a.] 1986